# ویرکو
ویرکو (انگلیسی: Virco) شرکت لوازم خانگی آمریکایی است، که در سال ۱۹۵۰ تأسیس شد.